# Grote Kerk (Elst)
De Grote of Sint-Maartenskerk, Sint-Werenfriduskerk of Nederlands Hervormde kerk is een kerkgebouw in Elst in de gemeente Overbetuwe in de Nederlandse provincie Gelderland. Het kerkgebouw staat op een verhoging aan de Grote Molenstraat en de Sint Maartenstraat.
Het gebouw is een rijksmonument.

## Geschiedenis
In de prehistorie was er op de plaats van het kerkgebouw een openluchtheiligdom van de Bataven. In de Romeinse tijd stonden er twee Romeinse tempels: de Tempels van Elst uit de eerste eeuw na Chr. Onder en om de kerk bevinden zich nog overblijfselen. Deze maken onderdeel uit van het UNESCO-werelderfgoed Neder-Germaanse limes.
Rond de achtste eeuw werd er een romaanse zaalkerk gebouwd gewijd aan Sint-Maarten. Dit zou de eerste christelijke kerk zijn op deze plaats die volgens de overlevering gesticht werd door de heilige Werenfried van Elst. Werenfridus was een van de helpers van de Utrechtse bisschop Willibrord en had de opdracht om de mensen in de omgeving van Elst tot het christendom te bekeren.
In de tiende en elfde eeuw werd de zaalkerk uitgebreid of verbouwd in romaanse stijl met onder andere een crypte.
In het midden van de 15e eeuw werd het koor en in het laatste kwart van de 15e eeuw (rond 1483) een schip met noorderzijbeuk gebouwd. Ook de toren is in de late vijftiende eeuw gebouwd. De kerk werd toen opgedragen aan Werenfried van Elst.
Na 1579 kwam de kerk in handen van de protestanten toen de openbare katholieke eredienst verboden werd.
In september 1944 werd de kerk tijdens de Slag om Arnhem grotendeels verwoest en brandde hij volledig uit.
In 1947 werd er uitgebreid archeologisch onderzoek uitgevoerd waarbij er onder de vloer van het schip en de zijbeuk en onder het koor overblijfselen werden aangetroffen van de twee Gallo-Romeinse tempels en het achtste-eeuwse zaalkerkje met de uitbreidingen.

## Gebouw
De georiënteerde kerk is opgetrokken in late Nederrijnse gotiek en bestaat uit een westtoren met drie steeds inspringende geledingen, een tweebeukig schip en een koor. De onderste twee geledingen van de toren hebben een vierkant grondplan en de bovenste geleding is achtzijdig. Op de top bevindt zich een korte achtzijdige torenspits die een peervormige bekroning heeft. Het schip heeft zes traveeën en een noorderzijbeuk in pseudobasilicale opstand. 
Het koor heeft drie traveeën met een driezijdige koorsluiting. Tegen de zuidzijde van het schip heeft men een gotisch portaal gebouwd. De sacristie ligt tegen de noordzijde van het koor. In de noordmuur van het koor bevindt zich een stuk zijwand van een 10e-eeuwse crypte. De gehele kerk wordt overkluisd met kruisribgewelven.
De laat 18e-eeuwse preekstoel is afkomstig van de in 1951 gesloten Hersteld Evangelisch-Lutherse kerk aan de Kloveniersburgwal in Amsterdam.

## Orgel
Het huidige tweeklaviers kerkorgel werd in 1953 geplaatst door de orgelbouwersfirma G. van Leeuwen & Zn uit Leiderdorp, nadat in 1944 het orgel van C.G.F. Witte uit 1869 was vernield.